# Jeździectwo na Letnich Igrzyskach Olimpijskich 1920 – skoki przez przeszkody indywidualnie
Skoki przez przeszkody indywidualnie były jedną z konkurencji jeździeckich na Letnich Igrzyskach Olimpijskich 1920. Zawody odbyły się w dniu 12 września. W zawodach uczestniczyło 25 zawodników z 6 państw.

## Wyniki
| Miejsce | Zawodnik / Koń                             | Punkty karne |
| ------- | ------------------------------------------ | ------------ |
| 1       | Tommaso Lequio di Assaba / Trebecco        | 2,00         |
| 2       | Alessandro Valerio / Cento                 | 3,00         |
| 3       | Carl Gustaf Lewenhaupt / Mon Coeur         | 4,00         |
| 4       | Paul Michelet / Raven                      | 5,00         |
| 5       | Ferdinand de la Serna / Arsinoe            | 6,00         |
| 5       | Lars von Stockenström / Reward             | 6,00         |
| 7       | Henry Allen / Don                          | 7,00         |
| 7       | Santorre de Rossi di Santa Rosa / Neruccio | 7,00         |
| 7       | Roger Moeremans d'Emaüs / Sweet Girl       | 7,00         |
| 10      | Garibaldi Spighi / Virginia                | 8,00         |
| 10      | Edmond L'Hotte / Kabyle                    | 8,00         |
| 12      | John Downer / Dick                         | 8,50         |
| 13      | Eugen Johansen / Nökken                    | 9,00         |
| 14      | Åge Lundström / Eros                       | 9,75         |
| 15      | Gustaf Kilman / Irving                     | 10,00        |
| 15      | Jules Bonvalet / Weppelghem                | 10,00        |
| 17      | Ruggero Ubertalli / Proton                 | 10,25        |
| 18      | William West / Prince                      | 12,00        |
| 19      | Emilio Benini / Passero                    | 13,00        |
| 20      | Jacques Alquir-Bouffard / Dahlia           | 13,25        |
| 21      | Ghislain de Briey / Perfect Gentleman      | 13,50        |
| 22      | Franck Tisnés / Ugolin                     | 17,00        |
| 23      | Nils Åkerblöm / Heikki                     | 19,50        |
| 24      | Allan Ekman / Tagore                       | 21,50        |
| 25      | Jacques Misonne / Gaucho                   | 23,25        |